# Stadspartij voor Sittard, Geleen en Born
Stadspartij voor Sittard, Geleen en Born (doorgaans de Stadspartij genoemd) is een lokale politieke partij in de gemeente Sittard-Geleen.

## Ontstaan
De Stadspartij is in 2006 ontstaan uit een fusie van de partijen Nieuw Sittard en Groot Born. In 2010 sloot ook de Stadspartij Burgerbelangen (Geleen) zich aan, in 2013 gevolgd door FocusSGB, een eenmansfractie van Robert Housmans, die aanvankelijk voor Trots op Nederland in de raad zat.
De Stadspartij heeft sinds 2006 onder die naam zitting in de raad van Sittard-Geleen. Bij de gemeenteraadsverkiezingen van 2006 kreeg de partij vier zetels in de gemeenteraad. Na de verkiezingen van 2010 was de Stadspartij met zeven zetels vertegenwoordigd.
Bij de gemeenteraadsverkiezingen in 2014 behaalde de partij vier zetels en werd daarmee de derde partij in de gemeenteraad van Sittard-Geleen. Bij de gemeenteraadsverkiezingen in 2018 verloor de partij één zetel. Voor de Eerste Kamerverkiezingen 2019 was Raven als enige Limburgse kandidaat-senator op de lijst van de Onafhankelijke SenaatsFractie.

## Breuk
Twee raadscommissieleden van de Stadspartij, Daryl Pfoster en de eerder genoemde Housmans, werden voor de Provinciale Statenverkiezingen van 2015 op de kieslijst van de Partij voor de Vrijheid (PVV) in Limburg gezet. Dit betekende een breuk tussen de twee en de Stadspartij, die in 2014 had laten weten dat PVV-sympathisanten niet welkom waren binnen haar gelederen.